# مستر دریلر
مستر دریلر (به انگلیسی: Mr. Driller) یک بازی آرکید پازل است که در سال ۱۹۹۹ توسط شرکت نامکو توسعه یافته و منتشر شد. نسخه‌هایی از این بازی برای کنسول‌های پلی‌استیشن، دریم‌کست، گیم بوی کالر و واندرسوآن کالر نیز منتشر شد. 

## گیم‌پلی
آقای دریلر یک بازی ویدیویی پازل است که معمولاً ترکیبی از بازی‌های دیگ داگ و کالامز توصیف می‌شود. بازیکن کنترل سوسومو هوری، شخصیت اصلی بازی با عنوان "آقای دریلر"، را بر عهده دارد که باید تمام بلوک‌های در حال انباشته شدن را قبل از اینکه شهر داون‌تاون را تصرف کنند، نابود کند.
هدف اصلی بازی رسیدن به انتهای هر مرحله است که با تخریب یا "حفاری" بلوک‌های رنگی پراکنده در محیط بازی انجام می‌شود. سوسومو می‌تواند به چپ و راست حرکت کند تا بلوک‌های اطراف را حفاری کند و همچنین می‌تواند با حرکت به سمت یک بلوک مجاور، به بالای آن بپرد. بلوک‌ها زمانی نیز پاک می‌شوند که چهار عدد یا بیشتر از آنها به هم متصل باشند، که این مکانیک می‌تواند باعث ایجاد واکنش‌های زنجیره‌ای شود. همچنین بلوک‌ها در صورت عدم وجود تکیه‌گاه زیرشان سقوط می‌کنند که اگر سوسومو در مسیر سقوط آنها قرار بگیرد، آسیب دیده و یک زندگی از دست می‌دهد.